# NN-111
La carretera NN‑111 es una vía departamental secundaria del departamento de Chontales, ubicada en el sureste de Nicaragua. Sirve como continuación del eje rural entre Santa Marta y las comarcas del sur del municipio de El Coral.

## Trazado y cruces
| km   | Localidad / Punto | Departamento | Conexión / Ruta |
| ---- | ----------------- | ------------ | --------------- |
| 0,0  | Santa Marta       | Chontales    | NN 110          |
| 11,3 | La Pita           | Chontales    | Camino rural    |

## Coordenadas
Uno de los tramos de la NN‑111 puede ser encontrado en las coordenadas: 11°45′54″N 84°27′36″O / 11.7650, -84.4600